# Les Champs magnétiques
Pour l’article ayant un titre homophone, voir Les Chants magnétiques.
Les Champs magnétiques est un recueil de textes en prose écrits en mai et juin 1919 par André Breton (1896-1966) et Philippe Soupault (1897-1990) et publié en mai 1920 (achevé d'imprimé du 30 mai). Ce « livre de jeunesse » au sens fort du terme, fruit des premières applications systématiques de l'écriture automatique, est considéré par Breton comme le « premier ouvrage surréaliste (nullement Dada) ».

## Présentation
Ce livre « longtemps plus célèbre que connu » est à la fois l'aboutissement de la quête dans laquelle s'est engagé André Breton depuis 1916 et le point de départ d'un « mouvement ininterrompu [où] la poésie vient se confondre avec la vie. »
Constitué de plusieurs textes sans aucun lien entre eux, aucune mention n’est indiquée permettant d’en identifier leur auteur. Cette œuvre « d'un seul auteur à deux têtes [et au] regard double » a permis à André Breton et Philippe Soupault « d'avancer sur la voie où nul ne les avait précédés. » En signant conjointement, les auteurs ont voulu signifier qu'« ils ont parlé ensemble, [qu'] ils ont mêlé leurs voix non pour se cacher mais pour éclater. »
Contrairement à une idée généralement répandue, l'écriture automatique représente le contraire de la facilité. Elle impose à celui qui ne veut plus être que le récepteur le plus fidèle possible de la parole intérieure une tension difficile à maintenir entre les pôles opposés de l'abandon et de la vigilance « L'automatisme, c'est aussi cette confidence murmurée sous le couvert d'un discours singulier… »

## Les circonstances de l'écriture
Au printemps 1919, André Breton est encore mobilisé à l'hôpital du Val de Grâce, Philippe Soupault est détaché au Commissariat des Essences et Pétroles de la rue de Grenelle et Louis Aragon est envoyé en Sarre avec les troupes françaises d'occupation. Les autorités ménagent une transition pour le retour à la vie civile des soldats, craignant la colère de ceux-ci à cause du sentiment de l'inutilité du sacrifice de tant de vies et de l'attitude « jusqu'au-boutiste » de l'arrière allant de pair avec un affairisme sans scrupule.
Pour Breton, l'avenir n'a aucune représentation. « On revenait de guerre, c'est entendu, mais ce dont on ne revenait pas, c'est de ce qu'on appelait alors le bourrage de crânes qui, d'êtres ne demandant qu'à vivre et - à de rares exceptions près - à s'entendre avec leurs semblables, avait fait durant quatre années, des êtres hagards et forcenés, non seulement corvéables mais pouvant être décimés à merci. » Il erre sans but, dans sa chambre, dans les rues de Paris, passe des soirées seul sur un banc de la place du Châtelet et se sent en proie à un fatalisme quoique « de nature plutôt agréable. » La revue Littérature lancée en février avec Aragon et Soupault ne lui apporte plus aucune satisfaction. Il voudrait la faire sortir de son côté « anthologique ».
En « logicien passionné de l'irrationnel, » André Breton est alerté par les phrases involontaires qui se forment dans le demi-sommeil ; tout illogiques, gratuites, absurdes même qu'elles soient, elles n'en constituent pas moins des « éléments poétiques de premier ordre » comme certains propos des malades mentaux qu’il a connus en 1916. « Tout occupé que j'étais encore de Freud à cette époque et familiarisé avec ses méthodes d'examen que j'avais eu quelque peu l'occasion de pratiquer sur des malades pendant la guerre, je résolus d'obtenir de moi ce qu'on cherche à obtenir d'eux, soit un monologue de débit aussi rapide que possible, sur lequel l'esprit critique du sujet ne fasse porter aucun jugement, qui ne s'embarrasse, par suite, d'aucune réticence, et qui soit aussi exactement que possible, la pensée parlée [...] C'est dans ces dispositions que Philippe Soupault, à qui j'avais fait part de ces premières conclusions, et moi, nous entreprîmes de noircir du papier avec un louable mépris de ce qui pourrait s'ensuivre littérairement. »
Le premier essai auquel se livre Breton aboutissant à la formation de quelques phrases le déçoit tout d’abord, à l'exception de quelques mots parmi les premiers Fleur de laque jésuite dans la tempête blonde : « Ce jésuite dans la tempête blonde me hantait, me donnant à penser que je n'avais pas tout à fait perdu mon temps. »
La fréquentation quotidienne de Philippe Soupault, alors qu’Aragon est absent, n’explique pas complètement le choix de Breton d’en faire un « compagnon de risque. » Ce qui lui plaît c’est son caractère « aéré », sa disponibilité, sa capacité à « laisser le poème comme il vient, à la tenir à l'abri de tout repentir, [c’est un] bel espace qui glisse » comme il le confie à Simone Kahn, sa future femme, dans une lettre du 6 août 1920.
André Breton et Philippe Soupault passent entre huit et dix heures consécutives à la pratique de l’écriture automatique. À la fin du premier jour, ils ont noirci une cinquantaine de pages et les seules différences qu’y voit Breton tiennent à l’humeur de chacun : « celle de Soupault moins statique que la mienne […] Chacun [de nous] poursuit son soliloque, sans chercher à en tirer un plaisir dialectique particulier et à en imposer le moins du monde à son voisin. »
Cependant, pratiquée avec ferveur, l’écriture automatique provoque des hallucinations. Et au bout de huit jours pour André Breton (une quinzaine pour Philippe Soupault) pendant lesquels ils s’interdisent de « corriger et de raturer nos élucubrations, » ils renoncent à poursuivre plus loin leur désir d’écrire un livre « dangereux. ».

## Composition de l'œuvre
Le premier titre auquel André Breton a songé était Les Précipités, allusion au phénomène chimique. Mais, peut-être, ce titre supposait-il « encore trop de matière et pas assez d'énergie. » Puis dans une lettre à Paul Valéry du 5 septembre 1920, il lui annonce le titre définitif, qui lui fait référence à un phénomène physique.
Le plan de l’ouvrage a été préalablement bâti par Breton : il doit comporter huit chapitres. Deux chapitres supplémentaires, Ne bougeons plus et Le Pagure dit ont été ajoutés sur épreuves Trois méthodes ont procédé à l’écriture de l’ouvrage : la rédaction indépendante avec confrontation des textes, l’écriture en alternance de phrases ou de paragraphes et la composition simultanée (Barrières).
Le second principe introduit dans l’écriture automatique est la vitesse, variable et codifiée, qui conditionne le résultat : de v pour Glace sans tain, « très grande et de nature à maintenir ce chapitre dans l'atmosphère, voulue, communicative du désespoir, » à v(prime) pour Saisons, « plus petite, un tiers de v » ou v(seconde) pour Éclipse, « plus grande que v, la plus grande possible. »
Des poèmes comme Hôtels et Trains de Philippe Soupault, Lune de miel et Usine d'André Breton ont été ajoutés après.
Le Pagure dit quant à lui, est constitué de phrases tirées de cahiers à deux sous, détruits par la suite, dont « les couvertures illustrées, diversement absurdes, nous incitaient à les noircir de notre écriture en une nuit. »
La phrase est constamment prête à larguer ses amarres : l'esprit dérive à sa suite vers des horizons renouvelés et indéfiniment renouvelables où l’on croise Lautréamont : « lorsque les grands oiseaux prennent leur vol, ils partent sans un cri et le ciel strié ne résonne plus de leur appel. Ils passent au-dessus des lacs, des marais futiles : leurs ailes écartent les images trop langoureuses, » Arthur Rimbaud : « nous touchons à la fin du carême. Notre squelette transparaît comme un arbre à travers les aurores successives de la chair où les désirs d'enfant dorment à poings fermés. La faiblesse est extrême, » ou Guillaume Apollinaire : « La couleur oblongue de ce feu. »
Le livre aborde les thèmes de la désespérance (Glace sans tain), de la nostalgie de l'enfance (Saisons), de la solitude de la ville et de l'isolement de l'âme errante, de la métamorphose de l'âge d'homme et provoque la perturbation surréaliste comme cette « fenêtre creusée dans notre chair » (Glace sans tain) ou ce pagure, animal double, crustacé au ventre mou, échappé du bestiaire des Chants de Maldoror.
Avec La Fin de tout, les auteurs songent, « du moins feignent de songer, » à disparaître sans laisser de traces, tel l’anonymat de ces petites boutiques pauvres vendant du bois et du charbon.
Les Champs magnétiques s'achèvent par une dédicace à Jacques Vaché.
Le manuscrit de travail a longtemps passé pour disparu jusqu’en 1983 quand il a été acquis par la Bibliothèque nationale à l’occasion du vente à l’Hôtel Drouot. Un second manuscrit, qui est une copie préparée par André Breton pour l’impression, figure dans une collection particulière.

## Extrait
Glace sans tain :
« La fenêtre creusée dans notre chair s'ouvre sur notre cœur. On y voit un immense lac où viennent se poser à midi des libellules mordorées et odorantes comme des pivoines. Vous voyez ce grand arbre où les animaux vont se regarder : il y a des siècles que nous lui versons à boire. Son gosier est plus sec que la paille et la cendre y a des dépôts immenses. On rit aussi, mais il ne faut pas regarder longtemps sans longue vue. Tout le monde peut y passer dans ce couloir sanglant où sont accrochés nos péchés, tableaux délicieux, où le gris domine cependant.
Il n'y a plus qu'à ouvrir nos mains et notre poitrine pour être nus comme cette journée ensoleillée. « Tu sais que ce soir il y a un crime vert à commettre. Comme tu ne sais rien, mon pauvre ami. Ouvre cette porte toute grande, et dis-toi qu'il fait complètement nuit, que le jour est mort pour la dernière fois. »

## Réception de l'œuvre
Quand Louis Aragon revient à Paris dans le courant du mois de juin, qu’il retrouve ses amis, il sent que quelque chose s’était passé. « J'arrivais au milieu de ce quelque « chose » qui n'avait pas plus de visage que de nom. Philippe évitait de s'expliquer. Breton parlait de ce qui s'était passé de façon elliptique. En fait, ils grillaient tous les deux de s'en ouvrir à moi. Ils avaient l'air de craindre de le faire. »
Les réactions critiques sont mêlées de perplexité et d’éloges. Jacques-Émile Blanche recommande aux lecteurs de Comœdia les « admirables choses » dont est remplie l'œuvre (7 juillet 1920), tandis que dans L'Intransigeant du 4 septembre, le chroniqueur souligne la difficulté du texte et la « sollicitation constante de l'imagination du lecteur. » Plus caustique, André Varagnac trouve curieux le sort que les auteurs font à l'image : « ils la chapeautent et la troussent de quelques épithètes artistement cocasses, - et à la suivante ! » (Le Crapouillot du 1er septembre).
Si André Malraux estime que le livre est important parce qu'il crée un poncif, il prédit que les critiques de 1970 le citeront lorsqu’il sera question de l'état d'esprit des artistes en 1920 (Action no 5 d'octobre), Paul Neuhuys dans Ça ira no 14, été 1921 (publié à Anvers), comprend que André Breton ne se sent plus attiré vers rien : « Les mots sont rouillés et les choses ont perdu sur lui tout pouvoir d'attraction. […] Il est las de considérer l'univers selon des catégories mensongères et il se réfugie dans l'absurde. »
Plus anecdotique, la Comtesse de Noailles trouve le livre absurde et conseille à André Gide de se déprendre des auteurs, malgré quelques traits de génie.